# آرثر كانتور
آرثر كانتور (بالإنجليزية: Arthur Cantor)‏ هو شخصية أعمال أمريكي، ولد في 12 مارس 1920 في بوسطن في الولايات المتحدة، وتوفي في 8 أبريل 2001 في نيويورك في الولايات المتحدة.

## وصلات خارجية
- آرثر كانتور على موقع قاعدة بيانات برودواي على الإنترنت (الإنجليزية)